# 가면라이더 시리즈의 가면라이더

## 라이더 목록/상세 설명

### 1호 라이더
그 시리즈의 주인공이자 주역 라이더. 둘이서 변신하는 경우는 가면라이더 W, 가면라이더 리바이스. 나머지는 혼자 변신한다. 모든것은 본편 기준. 현재 라이더는 작품 수대로 34명. 한국 로컬라이징시, 이름이 바뀐 라이더는 가면라이더 류우키(가면라이더 드래건), 가면라이더 위자드(가면라이더 위저드), 가면라이더 에그제이드(가면라이더 이그제이드). 이렇게 3명이다.

#### 기본 폼[3]
| 시대     | 라이더 이름             | 장착자                   | 폼 이름                                       | 스펙   | 스펙     | 스펙       | 스펙    | 스펙                 | 스펙                     | 슈트 액터         |
| 시대     | 라이더 이름             | 장착자                   | 폼 이름                                       | 키(cm) | 무게(Kg) | 펀치력(t)  | 킥력(t) | 도약력(m), 점프력(m) | 질주력(m/s), 비행력(m/s) | 슈트 액터         |
| -------- | ----------------------- | ------------------------ | --------------------------------------------- | ------ | -------- | ---------- | ------- | -------------------- | ------------------------ | ----------------- |
| 쇼와     | 가면라이더 1호          | 혼고 타케시              | 가면라이더 구 1호                             | 180    | 70       | 15         | 11.3    | 15.3                 | 100/12                   | 후지오카 히로시   |
| 쇼와     | 가면라이더 V3           | 카자미 시로              | 가면라이더 V3                                 | 180    | 비공개   | 90         | 100     | 30                   | 100/1.6                  | 나카야시키 테츠야 |
| 쇼와     | 가면라이더 X            | 진 케이스케              | 가면라이더 X                                  | 178    | 70       | 75         | 90      | 28.3                 | 100/2                    | 나카야시키 테츠야 |
| 쇼와     | 가면라이더 아마존       | 야마모토 다이스케        | 가면라이더 아마존                             | 175    | 62       | 25         | 30      | 40                   | 100/0.9                  | 나카야시키 테츠야 |
| 쇼와     | 가면라이더 스트롱거     | 죠 시게루                | 가면라이더 스트롱거                           | 183    | 78       | 60         | 90      | 50                   | 비공개                   | 나카야시키 테츠야 |
| 쇼와     | 스카이 라이더           | 츠쿠바 히로시            | 스카이 라이더                                 | 180    | 70       | 비공개     | 비공개  | 30                   | 100/6, 100/0.45          | 나카야시키 테츠야 |
| 쇼와     | 가면라이더 슈퍼-1       | 오기 카즈야              | 가면라이더 슈퍼-1                             | 185    | 80       | 30         | 무한    | 100                  | 비공개                   | 나카야시키 테츠야 |
| 쇼와     | 가면라이더 ZX(제크로스) | 무라사메 료              | 가면라이더 ZX(제크로스)                       | 188    | 78       | 비공개     | 비공개  | 60                   | 100/0.6                  | 나카야시키 테츠야 |
| 쇼와     | 가면라이더 BLACK        | 미나미 코타로            | 가면라이더 BLACK                              | 198.7  | 87       | 30         | 50      | 30                   | 비공개                   | 오카모토 지로     |
| 쇼와     | 가면라이더 ZO           | 아소 마사루              | 가면라이더 ZO                                 | 193    | 83       | 비공개     | 비공개  | 130                  | 100/1.2                  | 오카모토 지로     |
| 쇼와     | 가면라이더 J            | 세가와 코우지            | 가면라이더 J                                  | 194    | 84       | 비공개     | 비공개  | 150                  | 비공개                   | 오카모토 지로     |
| 헤이세이 | 가면라이더 쿠우가       | 고다이 유스케            | 가면라이더 쿠우가 마이티 폼                   | 200    | 99       | 3          | 10      | 15                   | 100/5.2                  | 토미나가 켄지     |
| 헤이세이 | 가면라이더 쿠우가       | 고다이 유스케            | 가면라이더 쿠우가 드래곤 폼                   | 200    | 90       | 1          | 3       | 30                   | 100/2                    | 토미나가 켄지     |
| 헤이세이 | 가면라이더 쿠우가       | 고다이 유스케            | 가면라이더 쿠우가 페가수스 폼                 | 200    | 99       | 1          | 3       | 15                   | 100/5.2                  | 토미나가 켄지     |
| 헤이세이 | 가면라이더 쿠우가       | 고다이 유스케            | 가면라이더 쿠우가 타이탄 폼                   | 200    | 110      | 7          | 10      | 10                   | 100/7.2                  | 토미나가 켄지     |
| 헤이세이 | 가면라이더 아기토       | 츠가미 쇼이치            | 가면라이더 아기토 그라운드 폼                 | 195    | 95       | 7          | 15      | 30                   | 100/5                    | 타카이와 세이지   |
| 헤이세이 | 가면라이더 아기토       | 츠가미 쇼이치            | 가면라이더 아기토 스톰 폼                     | 195    | 95       | 左:7 右:4  | 5       | 50                   | 100/4.5                  | 타카이와 세이지   |
| 헤이세이 | 가면라이더 아기토       | 츠가미 쇼이치            | 가면라이더 아기토 플레임 폼                   | 195    | 95       | 左:10 右:7 | 5       | 50                   | 100/5.5                  | 타카이와 세이지   |
| 헤이세이 | 가면라이더 류우키       | 키도 신지                | 가면라이더 류우키                             | 190    | 90       | 10         | 20      | 35                   | 100/5                    | 타카이와 세이지   |
| 헤이세이 | 가면라이더 파이즈       | 이누이 타쿠미            | 가면라이더 파이즈                             | 186    | 91       | 2.5        | 5       | 35                   | 100/5.8                  | 타카이와 세이지   |
| 헤이세이 | 가면라이더 블레이드     | 켄자키 카즈마            | 가면라이더 블레이드                           | 201    | 101      | 2.8        | 4.8     | 33                   | 100/5.7                  | 타카이와 세이지   |
| 헤이세이 | 가면라이더 히비키       | 히다카 히토시            | 가면라이더 히비키                             | 222    | 156      | 20         | 40      | 75                   | 100/3                    | 호소카와 시게키   |
| 헤이세이 | 가면라이더 카부토       | 텐도 소우지              | 가면라이더 카부토 마스크드 폼                 | 190    | 132      | 8          | 10      | 20                   | 100/8.9                  | 타카이와 세이지   |
| 헤이세이 | 가면라이더 카부토       | 텐도 소우지              | 가면라이더 카부토 라이더 폼                   | 195    | 95       | 3          | 7       | 37                   | 100/5.8                  | 타카이와 세이지   |
| 헤이세이 | 가면라이더 덴오         | 노가미 료타로 모모타로스 | 가면라이더 덴오 소드 폼                       | 190    | 87       | 5          | 7       | 35                   | 100/5.2                  | 타카이와 세이지   |
| 헤이세이 | 가면라이더 덴오         | 노가미 료타로 모모타로스 | 가면라이더 덴오 로드 폼                       | 190    | 102      | 4.5        | 9       | 20                   | 100/9                    | 타카이와 세이지   |
| 헤이세이 | 가면라이더 덴오         | 노가미 료타로 모모타로스 | 가면라이더 덴오 액스 폼                       | 185    | 93       | 8          | 5       | 30                   | 100/7                    | 타카이와 세이지   |
| 헤이세이 | 가면라이더 덴오         | 노가미 료타로 모모타로스 | 가면라이더 덴오 건 폼                         | 197    | 98       | 6          | 10      | 42                   | 100/4                    | 타카이와 세이지   |
| 헤이세이 | 가면라이더 덴오         | 노가미 료타로 모모타로스 | 가면라이더 덴오 윙폼                          | 193    | 90       | 4          | 8       | 50                   | 100/3.8                  | 타카이와 세이지   |
| 헤이세이 | 가면라이더 키바         | 쿠레나이 와타루          | 가면라이더 키바 키바 폼                       | 200    | 98       | 6          | 8       | 85                   | 100/6.5                  | 타카이와 세이지   |
| 헤이세이 | 가면라이더 키바         | 쿠레나이 와타루          | 가면라이더 키바 가루루 폼                     | 200    | 90       | 5          | 9       | 40                   | 100/1.5                  | 타카이와 세이지   |
| 헤이세이 | 가면라이더 키바         | 쿠레나이 와타루          | 가면라이더 키바 밧샤 폼                       | 200    | 92       | 3          | 3       | 20                   | 100/6                    | 타카이와 세이지   |
| 헤이세이 | 가면라이더 키바         | 쿠레나이 와타루          | 가면라이더 키바 독가 폼                       | 200    | 156      | 15         | 4       | 10                   | 100/10                   | 타카이와 세이지   |
| 헤이세이 | 가면라이더 디케이드     | 카도야 츠카사            | 가면라이더 디케이드                           | 192    | 83       | 4          | 8       | 25                   | 100/6                    | 타카이와 세이지   |
| 헤이세이 | 가면라이더 더블         | 히다리 쇼타로&필립       | 가면라이더 더블 사이클론조커                  | 195    | 85       | 2.5        | 6       | 60                   | 100/5.2                  | 타카이와 세이지   |
| 헤이세이 | 가면라이더 더블         | 히다리 쇼타로&필립       | 가면라이더 더블 사이클론메탈                  | 195    | 100      | 3.5        | 7       | 37                   | 100/9.5                  | 타카이와 세이지   |
| 헤이세이 | 가면라이더 더블         | 히다리 쇼타로&필립       | 가면라이더 더블 사이클론트리거                | 195    | 91       | 1.7        | 3       | 46                   | 100/7.2                  | 타카이와 세이지   |
| 헤이세이 | 가면라이더 더블         | 히다리 쇼타로&필립       | 가면라이더 더블 루나조커                      | 195    | 75       | 2          | 4.5     | 50                   | 100/4                    | 타카이와 세이지   |
| 헤이세이 | 가면라이더 더블         | 히다리 쇼타로&필립       | 가면라이더 더블 루나메탈                      | 195    | 90       | 4          | 5       | 40                   | 100/7.6                  | 타카이와 세이지   |
| 헤이세이 | 가면라이더 더블         | 히다리 쇼타로&필립       | 가면라이더 더블 루나트리거                    | 195    | 80       | 3.5        | 4.5     | 45                   | 100/8.5                  | 타카이와 세이지   |
| 헤이세이 | 가면라이더 더블         | 히다리 쇼타로&필립       | 가면라이더 더블 히트조커                      | 195    | 98       | 5          | 5.5     | 49                   | 100/6.5                  | 타카이와 세이지   |
| 헤이세이 | 가면라이더 더블         | 히다리 쇼타로&필립       | 가면라이더 더블 히트메탈                      | 195    | 105      | 6          | 9       | 25                   | 100/11                   | 타카이와 세이지   |
| 헤이세이 | 가면라이더 더블         | 히다리 쇼타로&필립       | 가면라이더 더블 히트트리거                    | 195    | 95       | 3          | 4       | 45                   | 100/8                    | 타카이와 세이지   |
| 헤이세이 | 가면라이더 오즈         | 히노 에이지              | 가면라이더 오즈 타토바 콤보                   | 194    | 86       | 4.5        | 12      | 190                  | 100/4.5                  | 타카이와 세이지   |
| 헤이세이 | 가면라이더 오즈         | 히노 에이지              | 가면라이더 오즈 가타키리바 콤보               | 204    | 93       | 4          | 12      | 200                  | 100/5.2                  | 타카이와 세이지   |
| 헤이세이 | 가면라이더 오즈         | 히노 에이지              | 가면라이더 오즈 라토라타 콤보                 | 200    | 89       | 4.5        | 9       | 80                   | 100/0.222                | 타카이와 세이지   |
| 헤이세이 | 가면라이더 오즈         | 히노 에이지              | 가면라이더 오즈 사고조 콤보                   | 205    | 110      | 8          | 10.5    | 55                   | 100/6.5                  | 타카이와 세이지   |
| 헤이세이 | 가면라이더 오즈         | 히노 에이지              | 가면라이더 오즈 샤우타 콤보                   | 203    | 88       | 3.5        | 8       | 75                   | 100/6                    | 타카이와 세이지   |
| 헤이세이 | 가면라이더 오즈         | 히노 에이지              | 가면라이더 오즈 브라카와니 콤보               | 198    | 90       | 6          | 15      | 90                   | 100/5.8                  | 타카이와 세이지   |
| 헤이세이 | 가면라이더 포제         | 키사라기 겐타로          | 가면라이더 포제 베이스 스테이츠               | 200    | 95       | 2.1        | 6.3     | 20                   | 100/6.2                  | 타카이와 세이지   |
| 헤이세이 | 가면라이더 포제         | 키사라기 겐타로          | 가면라이더 포제 일렉 스테이츠                 | 200    | 97       | 2.1        | 6.3     | 20                   | 100/5.8                  | 타카이와 세이지   |
| 헤이세이 | 가면라이더 포제         | 키사라기 겐타로          | 가면라이더 포제 파이어 스테이츠               | 200    | 99       | 2.8        | 7       | 17                   | 100/6.5                  | 타카이와 세이지   |
| 헤이세이 | 가면라이더 위자드       | 소우마 하루토            | 가면라이더 위자드 플레임 스타일               | 198    | 90       | 미확인     | 7.3     | 35                   | 100/5                    | 타카이와 세이지   |
| 헤이세이 | 가면라이더 위자드       | 소우마 하루토            | 가면라이더 위자드 워터 스타일                 | 198    | 90       | 미확인     | 6.5     | 30                   | 100/4.7                  | 타카이와 세이지   |
| 헤이세이 | 가면라이더 위자드       | 소우마 하루토            | 가면라이더 위자드 허리케인 스타일             | 198    | 90       | 미확인     | 6.1     | 40                   | 100/4.2                  | 타카이와 세이지   |
| 헤이세이 | 가면라이더 위자드       | 소우마 하루토            | 가면라이더 위자드 랜드 스타일                 | 198    | 90       | 미확인     | 8.7     | 28                   | 100/5.9                  | 타카이와 세이지   |
| 헤이세이 | 가면라이더 가이무       | 카즈라바 코우타          | 가면라이더 가이무 오렌지 암즈                 | 203    | 102      | 6.7        | 10.2    | 28                   | 100/5.9                  | 타카이와 세이지   |
| 헤이세이 | 가면라이더 가이무       | 카즈라바 코우타          | 가면라이더 가이무 파인 암즈                   | 206    | 119      | 8.7        | 10.2    | 22                   | 100/6.5                  | 타카이와 세이지   |
| 헤이세이 | 가면라이더 가이무       | 카즈라바 코우타          | 가면라이더 가이무 딸기 암즈                   | 203    | 100      | 6          | 10.2    | 33                   | 100/5.5                  | 타카이와 세이지   |
| 헤이세이 | 가면라이더 가이무       | 카즈라바 코우타          | 가면라이더 가이무 수박 암즈                   | 311    | 523      | 33.2       | 51.8    | 3                    | 100/9.5                  | 타카이와 세이지   |
| 헤이세이 | 가면라이더 가이무       | 카즈라바 코우타          | 가면라이더 가이무 바나나 암즈                 | 204    | 108      | 7.7        | 10.2    | 26                   | 100/5.9                  | 타카이와 세이지   |
| 헤이세이 | 가면라이더 드라이브     | 토마리 신노스케          | 가면라이더 드라이브 타입 스피드               | 199    | 102      | 6          | 10.4    | 32                   | 100/5.7                  | 타카이와 세이지   |
| 헤이세이 | 가면라이더 드라이브     | 토마리 신노스케          | 가면라이더 드라이브 타입 와일드               | 197    | 123      | 8.1        | 14.1    | 21                   | 100/7.2                  | 타카이와 세이지   |
| 헤이세이 | 가면라이더 드라이브     | 토마리 신노스케          | 가면라이더 드라이브 타입 테크닉               | 203    | 110      | 7.21       | 11.2    | 26.1                 | 100/7.4                  | 타카이와 세이지   |
| 헤이세이 | 가면라이더 고스트       | 텐쿠지 타케루            | 가면라이더 고스트 오레 다마시                 | 204    | 96       | 5.5        | 10      | 42                   | 100/5.8                  | 타카이와 세이지   |
| 헤이세이 | 가면라이더 고스트       | 텐쿠지 타케루            | 가면라이더 고스트 무사시 다마시               | 209    | 98       | 5.9        | 10.8    | 41                   | 100/5.7                  | 타카이와 세이지   |
| 헤이세이 | 가면라이더 고스트       | 텐쿠지 타케루            | 가면라이더 고스트 에디슨 다마시               | 207    | 100      | 5          | 9.7     | 54                   | 100/6.6                  | 타카이와 세이지   |
| 헤이세이 | 가면라이더 고스트       | 텐쿠지 타케루            | 가면라이더 고스트 로빈 다마시                 | 207.5  | 97       | 5.7        | 10.5    | 44                   | 100/4.6                  | 타카이와 세이지   |
| 헤이세이 | 가면라이더 고스트       | 텐쿠지 타케루            | 가면라이더 고스트 뉴턴 다마시                 | 204    | 110      | 6.3        | 11      | 37                   | 100/7.1                  | 타카이와 세이지   |
| 헤이세이 | 가면라이더 고스트       | 텐쿠지 타케루            | 가면라이더 고스트 빌리 더 키드 다마시         | 204    | 97.5     | 5.8        | 10.4    | 45                   | 100/4.7                  | 타카이와 세이지   |
| 헤이세이 | 가면라이더 고스트       | 텐쿠지 타케루            | 가면라이더 고스트 베토벤 다마시               | 204    | 98.5     | 4.9        | 9.9     | 41                   | 100/6.8                  | 타카이와 세이지   |
| 헤이세이 | 가면라이더 고스트       | 텐쿠지 타케루            | 가면라이더 고스트 벤케이 다마시               | 204    | 120      | 9.99       | 11.1    | 39                   | 100/6.4                  | 타카이와 세이지   |
| 헤이세이 | 가면라이더 에그제이드   | 호죠 에무                | 가면라이더 에그제이드 액션 게이머 레벨 1      | 181    | 137      | 7.7        | 11.5    | 30.5                 | 100/7.6                  | 타카이와 세이지   |
| 헤이세이 | 가면라이더 에그제이드   | 호죠 에무                | 가면라이더 에그제이드 액션 게이머 레벨 2      | 205    | 97       | 5.7        | 10.2    | 43.1                 | 100/3.2                  | 타카이와 세이지   |
| 헤이세이 | 가면라이더 에그제이드   | 호죠 에무                | 가면라이더 에그제이드 로봇 게이머 레벨 3      | 205    | 118.27   | 57         | 14.3    | 39.3                 | 100/4                    | 타카이와 세이지   |
| 헤이세이 | 가면라이더 에그제이드   | 호죠 에무                | 가면라이더 에그제이드 스포츠 게이머 레벨 3    | 205    | 104.4    | 10.3       | 18.4    | 45.3                 | 100/3                    | 타카이와 세이지   |
| 헤이세이 | 가면라이더 에그제이드   | 호죠 에무                | 가면라이더 에그제이드 버거 게이머 레벨 4      | 216.8  | 103.7    | 17.7       | 20.8    | 45.5                 | 100/2.9                  | 타카이와 세이지   |
| 헤이세이 | 가면라이더 에그제이드   | 호죠 에무                | 가면라이더 에그제이드 헌터 액션 게이머 레벨 5 | 206.5  | 157      | 18.2       | 24.4    | 48.7                 | 100/2.8                  | 타카이와 세이지   |
| 헤이세이 | 가면라이더 빌드         | 키류 센토                | 베스트매치                                    | 190    | 100      | 10         | 30      | 40                   | 100/4                    | 타카이와 세이지   |
| 헤이세이 | 가면라이더 지오         | 토기와 소고              |                                               |        |          |            |         |                      |                          |                   |